# Velika Savica
Velika Savica je potok, ki izvira v ostenju Komarče nad Bohinjskim jezerom. Svoje vode zbira v Črnem jezeru v dolini Triglavskih jezer. Velika Savica tvori enega najbolj znanih slapov v Sloveniji: slap Savica. V bližini Koče pri Savici se združi s hudournikom Mala Savica, od koder tečeta dalje pod skupnim imenom Savica, ki se v Ukancu izliva v Bohinjsko jezero.